# André Nguyên Van Nam

Bischofswappen von Van Nam

André Nguyên Van Nam (* 24. Februar 1922 in Thanh My An; † 16. März 2006) war ein römisch-katholischer Priester und zuletzt zwischen 1989 und 1999 Bischof von Mỹ Tho.

## Leben
Nach dem Besuch eines Priesterseminars empfing Nguyên Van Nam am 29. März 1952 die Priesterweihe. Nach mehr als zwanzigjähriger Priestertätigkeit wurde er am 6. Juni 1975 zum Koadjutor des Bistums Mỹ Tho sowie zugleich zum Titularbischof von Puppi ernannt. Vier Tage später, am 10. Juni 1975, spendete ihm der damalige Bischof von Mỹ Tho, Joseph Trãn-Vãn-Thiên, die Bischofsweihe.
Am 24. Februar 1989 wurde er als Nachfolger von Joseph Trãn-Vãn-Thiên schließlich selbst Bischof von Mỹ Tho und übte dieses Amt mehr als zehn Jahre bis zu seinem Rücktritt am 26. März 1999 aus. Nachfolger als Bischof wurde Paul Bùi Van Ðoc.